# هوبة زهراء (السبرة)

تعديل مصدري - تعديل

هوبة زهراء محلة تابعة لقرية عدن محلاق، التابعة لعزلة عينان بمديرية السبرة إحدى مديريات محافظة إب في الجمهورية اليمنية.، بلغ تعداد سكانها 94 حسب تعداد اليمن لعام 2004.